# Urceola (champignon)
Pour les articles homonymes, voir Urceola.
Genre
Urceola est un genre de champignons ascomycètes de l'ordre des Helotiales. Son placement au sein d'une famille est incertain (incertae sedis). Le genre a été décrit par le mycologue français Lucien Quélet en 1886.

## Statut nomenclatural
Urceola Quél., 1886 est un nom illégitime (nom. illeg.), en raison de l’existence antérieure du genre de plantes Urceola Roxb., 1799.

## Espèces
Selon MycoBank (23 février 2021) :
- Urceola arenula
- Urceola atrata
- Urceola chailletii
- Urceola collematis
- Urceola cornea
- Urceola ebuli
- Urceola effugiens
- Urceola elaphines
- Urceola galii-veri
- Urceola humilis
- Urceola hyalina
- Urceola lonicerae
- Urceola melatephra
- Urceola nervisequa
- Urceola obtrita
- Urceola oedema
- Urceola olivella
- Urceola pteridis
- Urceola pulchella
- Urceola punctata
- Urceola sphaerioides
- Urceola sphaeroides
- Urceola ulmariae
- Urceola umbrinella
- Urceola ustulata

## Publication originale
- Quélet L., 1886. Enchiridion Fungorum in Europa media et praesertim in Gallia Vigentium. p. 320.